# Travailleur
Die Travailleur war (1863–1885) ein französisches Forschungsschiff. Es stand unter der nautischen Führung der Marineleutnants, lieutenant de vaisseau Ernest Richard und J. Parfait sowie der wissenschaftlichen Leitung von Alphonse Milne-Edwards (1835–1900).

## Das Schiff
Das Schiff, ein Raddampfer mit Hilfsbesegelung, war 47 m lang mit einer Verdrängung von 829 Tonnen (Schiffsmaße). Angetrieben wurde es von einer Dampfmaschine von 150 PS (110,32 kW) Leistung. Da der Kohlevorrat für den Betrieb der Dampfmaschine nur begrenzt war und nur etwa eine Woche ausreichte, konnte aber auch zusätzlich unter Segel navigiert werden. Von 1870 bis 1871 war es in Toulon später von 1871 bis 1890 in Rochefort (Charente-Maritime), wo es 1895 auch verschrottet wurde. Die Stammbesatzung bestand aus 85 Seeleuten.

## Fahrten
Die Travailleur wurde zunächst von Rochefort (Charente-Maritime) nach Bayonne überführt. Am 17. Juli 1880 startete die Expedition dann von Bayonne aus und führte in den Golf von Biskaya. Die Besatzung einschließlich des wissenschaftlichen Personals bestand aus 145 Männern. Zu den Wissenschaftlern gehörten u. a. Alphonse Milne-Edwards, Léopold de Folin (1817–1896), Léon Vaillant (1834–1914).
Auf dieser ersten Expedition hielt die Travailleur einen parallelen Kurs zur Südküste des Golfs von Biskaya, bis etwa 70 Meilen östlich von Santander in Spanien, dann kehrte sie nach Bayonne um, wo die Expedition am 1. August 1880 endete. Die wichtigsten Aufgaben dieser kurzen Fahrt waren es, die Ausrüstung und die Möglichkeiten des Schiffes zu testen, um dann auf den folgenden Expeditionen die Tiefsee zu erforschen.
Kurz nach dem Ende dieser ersten Expedition, veröffentlichte Alphonse Milne-Edwards Mitte August 1880 seinen Kurzbericht von seiner zoologischen Exploration im Golf von Biskaya an Bord des Forschungsschiffs Travailleur, Compte rendu sommaire d'une exploration zoologique faite dans le Golfe de Gascogne a bord du navire de l'Etat le Travailleuran an die Académie des sciences.
In der Folge erkundete die Travailleur die Tiefsee des Golf von Biskaya (1880, 1881, 1882), die Küstenregion vor Portugal (1881, 1882), das Mittelmeer (1881) und den östlichen Atlantik vom Golf von Biskaya bis südlich zu den Kanarischen Inseln (1882).
Im Jahre 1883 wurde die Travailleur durch das größere Schiff Talisman ersetzt.

## Nach dem Schiff Travailleur benannte Taxa
- Micropleurotoma travailleuri Bouchet & Waren, 1980